# Jaglika Adžić
Jaglika Adžić (Sveta mučenica Jaglika Pivljanka) (Gojkovića dol, Plužine, 1926. – Gojkovića dol, 6. juna 1943.) svetiteljka je Srpske pravoslavne crkve od 2017. godine kada je na sednici odbora za Jasenovac podržan predlog episkopa Joanikija i mitropolita Amfilohija da se Jaglika i ostalih 45 stradalnika proglase za mučenike.

## Život, stradanje i kanonizacija
Rođena je kao drugo od osmoro djece Krste Adžića i majke Stoje, u Plužinama u Pivi. Krštena je od strane pivskog prote, potonjeg sveštenomučenika Jovana Sočice. 
Živela je u radničkoj, poljoprivrednoj porodici i kao starija brinula je o mlađoj braći i sestrama dok su roditelji obavljali poljoprivredne poslove. U međuvremenu je obavljala i ostale poljoprivredne poslove kako bi pomogla roditeljima. Roditelji su je posle osnovne škole poslali na dalje školovanje u Gacko kod svojih rođaka, ali je ubrzo počeo Drugi svetski rat, nakon čega se ona vratila kući.
U Plužinama, u Gojkovića dolu 7. SS dobrovoljačka brdska divizija Princ Eugen, koja je bila sastavljena od Nijemaca i ustaša, i zloglasna muslimanska SS handzar jedinica sastavljena od muslimanskih verskih fanatika 6. juna 1943. u kolibi izvesnog Obrena Gojkovića spalila je 60 Pivljana pored 1.260 koje su pobili u međuvremenu. Tad su pivskog protu Jovana, koji je krstio Jagliku živog spalili zajedno sa njegovim unučićima. Među stradalima u toj kolibi su bili Jagličini roditelji, Stoja i Krsto, i braća - dvogodišnji Dušan, dvije godine stariji Momčilo i osmogodišnji Milorad. Jaglika  je bila u grupi Pivljana koja je uspjela da pobjegne i da se domogne šume, ali kada je čula plač braće vratila se i pokušala da se pridruži porodici i ostalim stradalnicima. Prema svjedočenju, njemački oficir je naredio dvojici vojnika da je drže za ruke i ne dozvole da uđe u zapaljenu kolibu, imajući s njom neke druge namjere. Ali, lijepa i hrabra Pivljanka uspjela je da se otrgne i uskoči u vatru. 
Na ulazu u Plužine, mjestu gdje se tragedija dogodila, stoji ploča koju je postavio SUBNOR Plužina. 2004. godine na tom mestu je podignuta crkva posvećena Trećem obretenju Svetog Jovana Krstitelja.
Dječji vrtić u Plužinama nosi njeno ime, a po njoj je nazvana i ulica u Podgorici.
Sveti pivski velikomučenici kanonizovani su na predlog episkopa budimljansko-nikšićkog Joanikija, a mitropolit Amfilohije je predložio da im bude pridružena i Jaglika Adžić, sedamnaestogodišnja stradalnica u krvavom piru okupatora u Pivi.
Lik Jaglike Adzić oslikan je u hramu Hristovog Vaskrsenja u Podgorici i još nekim crkvama, a novi verski praznik u znak sećanja na ove žrtve obeležavaće se 7. juna.

## Spoljašnje veze
- Житије Свете мученице Јаглике Пивљанке